# Punk in Zweden
Punk in Zweden verwijst naar de nationale punkbeweging in Zweden. Deze beweging kent onderling subtiele verschillen, maar wordt over het algemeen gekenmerkt door relatief snelle punkmuziek met linkse teksten, die zowel Engelstalig als Zweedstalig kunnen zijn.

## Geschiedenis
De geschiedenis van de punk in Zweden begint eind jaren zeventig, toen de punkcultuur een prominente subcultuur werd in verschillende plekken in Zweden, nadat de beweging groot was geworden in het Verenigd Koninkrijk. Aanvankelijk viel de punkbeweging in Zweden samen met de Engelse punk, maar dit veranderde al snel. In de jaren tachtig werden agressieve en snelle punkgenres zoals hardcore punk en D-beat populair. Toonaangevende voorbeelden hiervan zijn bands als Mob 47 en Anti Cimex. In de jaren negentig werd ook crust punk meer populair in de punkbeweging.
Melodische punkmuziek, en met name skatepunk, werd populair in de jaren negentig. Voorbeelden hiervan zijn Millencolin, No Fun At All, Randy en Satanic Surfers. Ook begon trallpunk meer grond te winnen. Trallpunk is een punkgenre dat afkomstig is uit Zweden en nog steeds onlosmakelijk verbonden is met de Zweedse punkbeweging. Trallpunk is een melodieuze vorm van punkrock dat is geworteld in de melodieuze hardcore van de jaren tachtig. De latere trallpunk trekt ook inspiratie uit de Amerikaanse skatepunk.

## Hardcore in Noord-Zweden
De punk in Zweden is voor een groot deel nauw verweven met de hardcore in Umeå en andere noordelijke steden. Hardcore punk groeide hier in de jaren negentig onder invloed van bands als Refused (Umeå), AC4 (Umeå), The (International) Noise Conspiracy (Umeå) en Raised Fist (Luleå). Sommigen van deze bands hebben ook internationaal succes geboekt.
Deze hardcorebeweging in het noorden van het land is over het algemeen politiek gezien erg links en nauw verbonden met straight edge en veganisme. Sinds de opmars van melodische punk is ook de hardcore uit Noord-Zweden melodischer geworden, en trekt als gevolg meer inspiratie uit de melodieuze hardcore.